# Bérou-la-Mulotière
Bérou-la-Mulotière település Franciaországban, Eure-et-Loir megyében. Lakosainak száma 345 fő (2022. január 1.). Bérou-la-Mulotière Montigny-sur-Avre, Dampierre-sur-Avre, Fessanvilliers-Mattanvilliers és Revercourt községekkel határos.

## Népesség
A település népességének változása:
| Lakosok száma | 222  | 255  | 312  | 320  | 329  | 335  | 337  | 334  | 337  | 345  |
|               | 1968 | 1982 | 1990 | 2006 | 2013 | 2015 | 2017 | 2019 | 2020 | 2022 |